# Eleição municipal de Imperatriz em 2004
A eleição municipal de Imperatriz em 2004 ocorreu em 3 de outubro. O prefeito era Jomar Fernandes, do PT, que tentou a reeleição. Ildon Marques, do PMDB, foi eleito prefeito de Imperatriz para o seu terceiro mandato. A primeira vez foi em 1995, quando foi indicado interventor de Imperatriz e depois eleito prefeito da mesma cidade em 1996.

## Candidatos
|  | Nº | Candidato(a) a prefeito | Candidato(a) a prefeito                                | Candidato(a) a vice-prefeito | Candidato(a) a vice-prefeito                        | Coligação |
|  | -- | ----------------------- | ------------------------------------------------------ | ---------------------------- | --------------------------------------------------- | --- |
|  | 12 |                         | Major Melo (PDT) Francisco Melo da Silva               |                              | Marco Aurélio (PP) Marco Aurélio da Silva Azevedo   | Imperatriz Levado à Sério - Partido Democrático Trabalhista (PDT) - Partido Progressista (Brasil) (PP) |
|  | 13 |                         | Jomar Fernandes (PT) Jomar Fernandes Pereira Filho     |                              | Pastor Porto (PPS) Luís Carlos Porto                | Imperatriz no Rumo Certo - Partido dos Trabalhadores (PT) - Partido Popular Socialista (PPS) - Partido Comunista Brasileiro (PCB) - Partido Liberal (PL) - Partido da Social Democrata Cristão (PSDC) - Partido Renovador Trabalhista Brasileiro (PRTB) - Partido da Mobilização Nacional (PMN) - Partido de Reedificação da Ordem Nacional (PRONA) |
|  | 15 |                         | Ildon Marques (PMDB) Ildon Marques de Souza            |                              | Teresa Simões (PFL) Maria Teresa dos Santos Simões  | Imperatriz, Capital da Gente - Partido do Movimento Democrático Brasileiro (PMDB) - Partido da Frente Liberal (PFL) - Partido Trabalhista Brasileiro (PTB) - Partido Social Liberal (PSL) - Partido Verde (PV) - Partido Trabalhista do Brasil (PTdoB)                                                                                              |
|  | 40 |                         | Edmilson Sanches (PSB) Edmilson Sanches                |                              | Professor Jackson (PCdoB) Jackson Silva de Sousa    | Imperatriz Melhor com Você - Partido Socialista Brasileiro (PSB) - Partido Comunista do Brasil (PCdoB) |
|  | 45 |                         | Carlinhos Amorim (PSDB) Carlos Antônio Lemos de Amorim |                              | Pastor Luís Gonçalves (PSC) Luís Gonçalves da Costa | Imperatriz do Futuro - Partido da Social Democracia Brasileira (PSDB) - Partido Social Cristão (PSC) - Partido Trabalhista Nacional (PTN) - Partido Humanista da Solidariedade (PHS) - Partido Trabalhista Cristão (PTC) - Partido Republicano Progressista (PRP)                                                                                   |

## Resultado da eleição para prefeito
| 1º Turno 3 de outubro de 2004 | 1º Turno 3 de outubro de 2004 | 1º Turno 3 de outubro de 2004 | 1º Turno 3 de outubro de 2004 |
| Candidato(a)                  | Vice                          | Votação                       | Votação                       |
| Candidato(a)                  | Vice                          | Total                         | Porcentagem                   |
| ----------------------------- | ----------------------------- | ----------------------------- | ----------------------------- |
| Ildon Marques (PMDB)          | Teresa Simões (PFL)           | 35.530                        | 33,47%                        |
| Jomar Fernandes (PT)          | Pastor Porto (PPS)            | 33.849                        | 31,89%                        |
| Carlinhos Amorim (PSDB)       | Pastor Luís Gonçalves (PSDB)  | 32.533                        | 30,65%                        |
| Edmilson Sanches (PSB)        | Professor Jackson (PCdoB)     | 3.211                         | 3,03%                         |
| Major Melo (PDT)              | Marco Aurélio (PP)            | 1.019                         | 0,96%                         |
| Total de votos válidos        | Total de votos válidos        | 106.142                       | 100,00%                       |
| Votos apurados                |                               |                               |                               |
| Votos válidos                 | Votos válidos                 | 106.142                       | 95,45%                        |
| Votos em branco               | Votos em branco               | 879                           | 0,79%                         |
| Votos nulos                   | Votos nulos                   | 4.186                         | 3,76%                         |
| Total de votos apurados       | Total de votos apurados       | 111.207                       | 100,00%                       |
| Eleitores                     |                               |                               |                               |
| Comparecimento                | Comparecimento                | 111.207                       | 80,30%                        |
| Abstenções                    | Abstenções                    | 27.277                        | 19,70%                        |
| Total de eleitores            | Total de eleitores            | 138.484                       | 100,00%                       |